# Жужелица блестящая
Жужелица блестящая (лат. Carabus nitens) — вид жуков-жужелиц из подсемейства собственно жужелиц. Распространён в России и Европе (Австрии, Белоруссии, Бельгии, Великобритании, Германии, Дании, Ирландии, Латвии, Литве, Люксембурге, Молдавии, Нидерландах, Норвегии, Польше, Румынии, Украине, Финляндии, Франции, Чехии, Швеции, Швейцарии и Эстонии). Длина тела взрослых насекомых 12—16 мм. Тело чёрное, сверху золотисто-зелёное. Переднеспинка и боковые края надкрылий пурпурно-красные. Надкрылья с высоким швом и каждое из надкрылий несут по три гладких продольных киля, которые иногда разбиты на бугорки, но без цепочек между ними.